# Márcio de Souza
Márcio Simão de Souza (né le 24 janvier 1975 à Santo André, São Paulo) est un athlète brésilien, spécialiste du 110 m haies.
Au début de sa carrière, il pratiquait aussi les épreuves combinées.
Il termine 5e des Championnats du monde 2003 à Paris et remporte la médaille de bronze aux Jeux panaméricains de 2003.
Son meilleur temps est de 13 s 38 obtenu en juin 1999 à Rio de Janeiro.